# Kabinett Ansip III

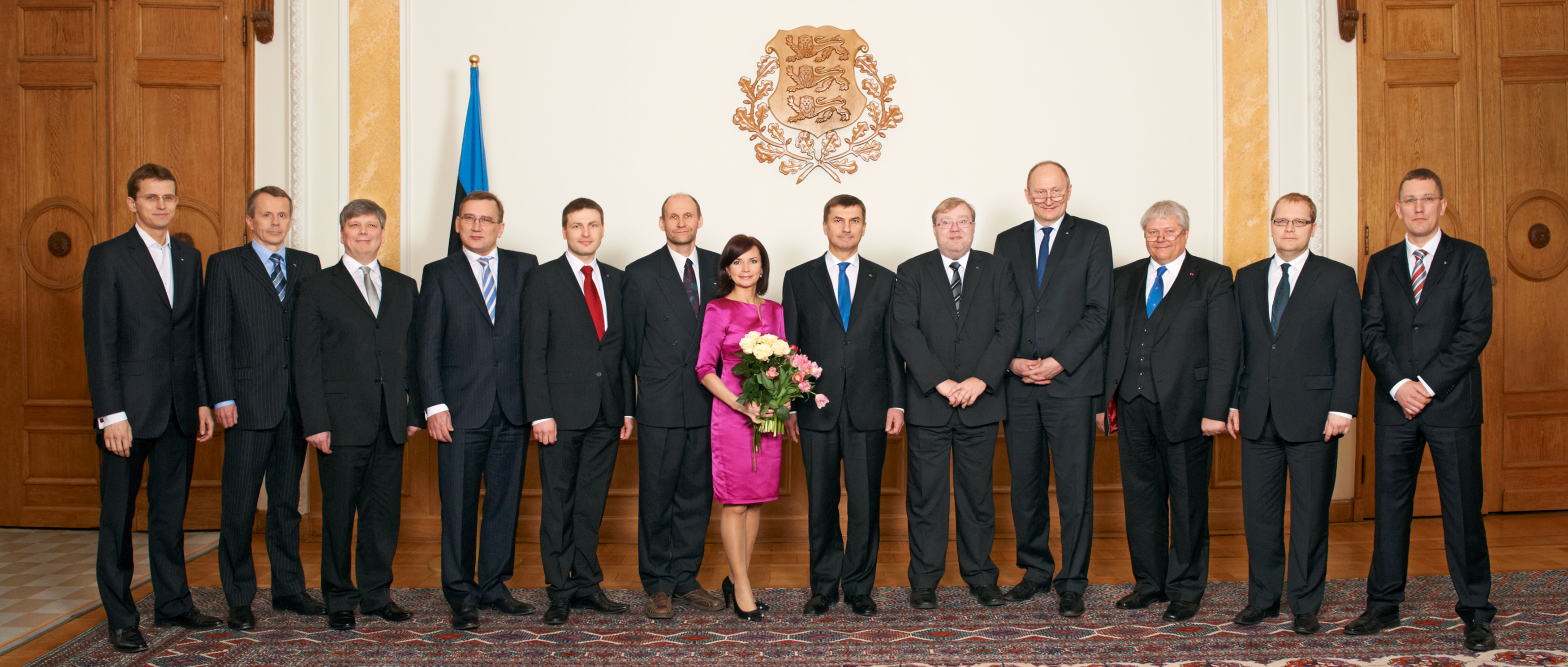
Das dritte Kabinett von Ministerpräsident Andrus Ansip bei der Vereidigung am 6. April 2011

Die dritte Regierung der Republik Estland unter Ministerpräsident Andrus Ansip („Kabinett Ansip III“) wurde am 5. April 2011 von Staatspräsident Toomas Hendrik Ilves ernannt. Sie war nach amtlicher Zählung die 46. Regierung der Republik Estland. Ihre Amtszeit endete am 26. März 2014; zugleich trat Ansip als Ministerpräsident zurück.

## Zusammensetzung
Bei der estnischen Parlamentswahl am 6. März 2011 wurde das bisherige Regierungsbündnis aus der liberalen Estnische Reformpartei (Reformierakond) und der konservativen Isamaa ja Res Publica Liit (IRL) bestätigt.
Die Koalition verfügte mit 56 von 101 Sitzen über eine stabile Mehrheit im estnischen Parlament (Riigikogu). Die Reformpartei stellte 33 Abgeordnete (plus 2), ihr Juniorpartner, die IRL, kam auf 23 Abgeordnete (plus 4).
Ministerpräsident blieb der seit 2005 regierende Andrus Ansip (Reformpartei). Jede der beiden Koalitionsparteien stellte sechs Minister in seinem Kabinett, das anfangs aus zwölf Männern und einer Frau bestand, später aus elf Männern und zwei Frauen.

## Kabinettsmitglieder
| Ressort                                | Name                   | Amtszeit              | Partei                 |
| -------------------------------------- | ---------------------- | --------------------- | ---------------------- |
| Ministerpräsident                      | Andrus Ansip           | 05.04.2011–26.03.2014 | Estnische Reformpartei |
| Bildungs- und Forschungsminister       | Jaak Aaviksoo          | 05.04.2011–26.03.2014 | IRL                    |
| Justizminister                         | Kristen Michal         | 05.04.2011–10.12.2012 | Estnische Reformpartei |
| Justizminister                         | Hanno Pevkur           | 10.12.2012–26.03.2014 | Estnische Reformpartei |
| Verteidigungsminister                  | Mart Laar              | 05.04.2011–14.04.2012 | IRL                    |
| Verteidigungsminister                  | Urmas Reinsalu         | 14.04.2012–26.03.2014 | IRL                    |
| Umweltministerin                       | Keit Pentus-Rosimannus | 05.04.2011–26.03.2014 | Estnische Reformpartei |
| Kulturminister                         | Rein Lang              | 05.04.2011–04.12.2013 | Estnische Reformpartei |
| Kulturministerin                       | Urve Tiidus            | 04.12.2013–26.03.2014 | Estnische Reformpartei |
| Wirtschafts- und Infrastrukturminister | Juhan Parts            | 05.04.2011–26.03.2014 | IRL                    |
| Finanzminister                         | Jürgen Ligi            | 05.04.2011–26.03.2014 | Estnische Reformpartei |
| Regionalminister                       | Siim-Valmar Kiisler    | 05.04.2011–26.03.2014 | IRL                    |
| Innenminister                          | Ken-Marti Vaher        | 05.04.2011–26.03.2014 | IRL                    |
| Sozialminister                         | Hanno Pevkur           | 05.04.2011–11.12.2012 | Estnische Reformpartei |
| Sozialminister                         | Taavi Rõivas           | 11.12.2012–26.03.2014 | Estnische Reformpartei |
| Außenminister                          | Urmas Paet             | 05.04.2011–26.03.2014 | Estnische Reformpartei |
| Landwirtschaftsminister                | Helir-Valdor Seeder    | 05.04.2011–26.03.2014 | IRL                    |

## Auflösung
Im März 2014 wurde die Regierungskoalition aufgelöst. Am 26. März 2014 ernannte Staatspräsident Ilves eine neue Koalitionsregierung aus der liberalen Reformpartei und der Sozialdemokratischen Partei. Neuer Regierungschef wurde der bisherige Sozialminister Taavi Rõivas (Reformpartei).
Das neue Kabinett sah sich als Übergangsregierung bis zu den nächsten regulären Parlamentswahlen im März 2015.